# Chrissy Amphlett

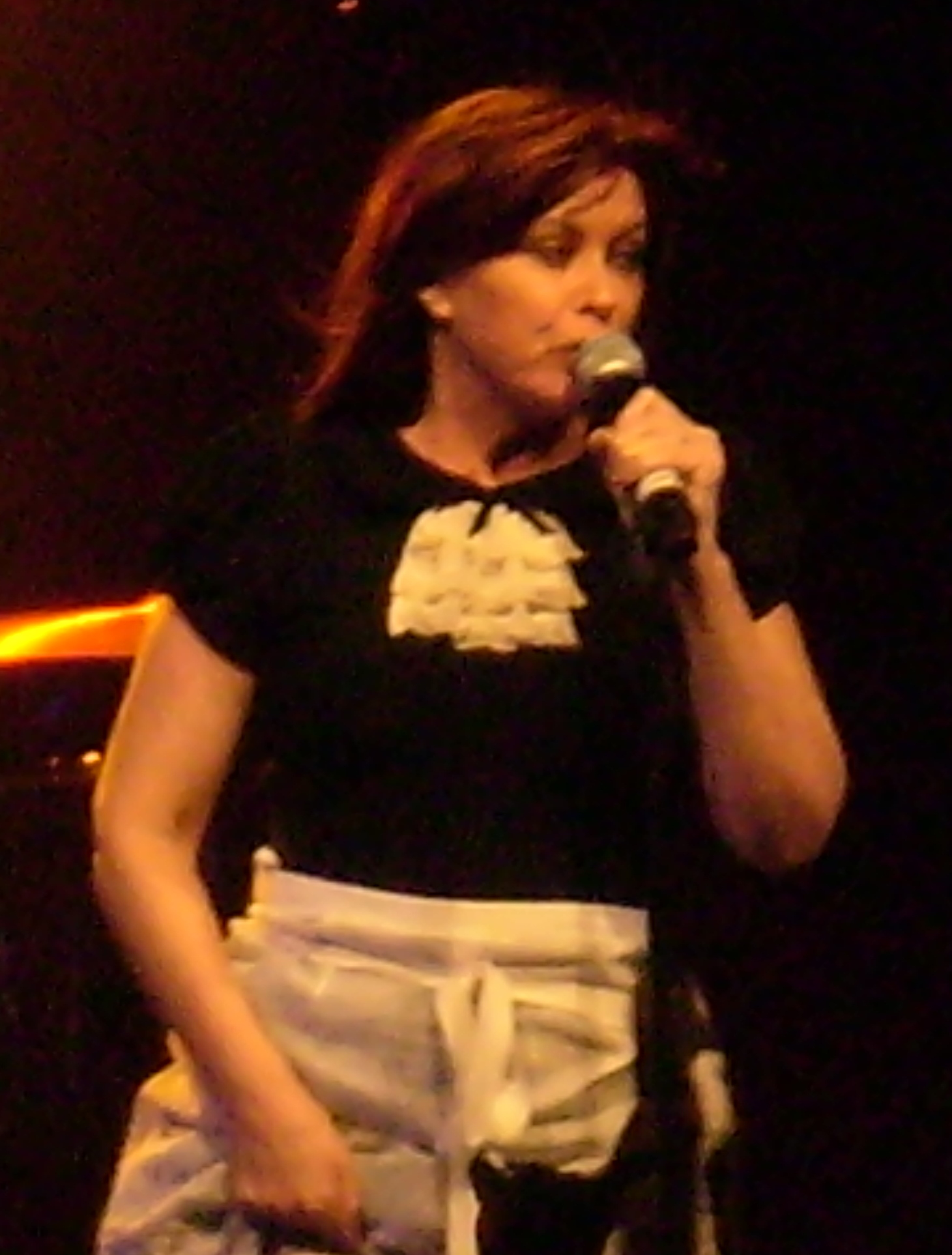
Chrissy Amphlett, 2007

Christine Joy „Chrissy“ Amphlett (* 25. Oktober 1959 in Geelong, Australien; † 21. April 2013 in New York City, Vereinigte Staaten) war eine australische Sängerin, Songwriterin und Schauspielerin. Bekannt wurde sie als Leadsängerin der australischen Rockband Divinyls. 

## Leben und Wirken
Chrissy Amphlett wuchs in Geelong, einer Hafenstadt in Australien auf. Ihren Schulabschluss machte sie an der Belmont High School. Als Jugendliche reiste Chrissy nach England,  Frankreich und Spanien, wo sie für drei Monate in Haft kam, da sie auf der Straße gesungen hatte.
1980 gründete Chrissy Amphlett die Band Divinyls. 17 Jahre später trennte sich die Band wieder. Der größte Hit der Band Divinyls war 1991 das Lied I Touch Myself. 2006 wurden die Divinyls in die Australian Recording Industry Association (ARIA) Hall of Fame aufgenommen. Die Band veröffentlichte noch eine Single, bis sie sich 2009 wieder trennte.
Am 27. Juli 1999 heiratete Chrissy den US-amerikanischen Schlagzeuger Charley Drayton, der seit 1991 Schlagzeuger ihrer reformierten Gruppe Divinyls war.
In einem Interview auf Nine Network 2007 teilte Chrissy Amphlett mit, dass sie an Multipler Sklerose leide. 2010 gab sie bekannt, dass sie an Brustkrebs erkrankt sei und in New York behandelt werde, wo sie mit ihrem Mann lebte. Am 24. Januar 2011 berichtete Amphlett, dass sie den Krebs besiegt habe. Sie starb im Alter von 53 Jahren an den Folgen von Brustkrebs und Multipler Sklerose in New York.

## Diskografie

### Divinyls' Studioalben
- 1983: Desperate
- 1985: What a Life!
- 1988: Temperamental
- 1990: Divinyls
- 1996: Underworld